# Letitia
Letitia är en svensk kortfilm från 1964 i regi av Stig Björkman. Filmen var Björkmans debut och vann andra pris vid Locarnos filmfestival 1964.